# Aparato genital femenino
El aparato genital femenino o aparato reproductor femenino se compone de varias partes: al interior se encuentran el útero, las trompas uterinas o de Falopio, los ovarios y la vagina; al exterior está la vulva, que incluye el monte de Venus, los labios genitales, el clítoris y el meato de la uretra.

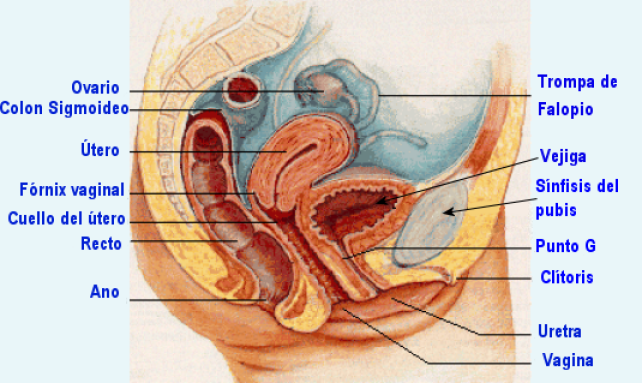
Modelo del aparato reproductor femenino, vista lateral

La vagina está unida al útero a través del cérvix, mientras que el útero está unido a los ovarios vía las trompas uterinas. Cada trompa uterina está próxima al ovario, pero no pegado. Se encuentran unidos por un ligamento, pero las trompas tienen cierta capacidad de movimiento para poder captar el óvulo que se expulsa a la cavidad abdominal. Además, estas estructuras no están en plano, sino que tienen forma de C, de manera que los ovarios quedan por delante del útero.   
A partir de la adolescencia, aproximadamente cada mes, la ovogénesis hace que un óvulo maduro sea enviado por la trompa uterina unida a su ovario en anticipación de la fecundación. Si no es fecundado, este óvulo será descartado fuera del aparato a través de la menstruación.   
Durante el proceso reproductivo, el útero permite el paso del semen a las trompas uterinas o de Falopio y, en caso de existir fecundación, puede albergar al feto. En este proceso, el óvulo no es un recipiente pasivo, sino un participante activo en la fecundación, pues libera determinadas moléculas que son esenciales para guiar al esperma que permiten que la superficie del óvulo se una a la superficie del espermatozoide. El óvulo puede entonces absorber el espermatozoide y puede comenzar la fecundación.
La fecundación ocurre típicamente en las trompas uterinas, pero también puede ocurrir en el propio útero. Un cigoto se dividirá a lo largo de suficientes generaciones de células para formar un blastocito, que se implantará en la pared del útero, donde comenzarán los procesos de embriogénesis y morfogénesis.    
Cuando se haya desarrollado lo suficiente para poder sobrevivir fuera del útero, la cérvix se dilata y las contracciones expulsan al feto por la vagina, que funge como canal de parto.   

## Partes del aparato genital femenino
El aparato genital femenino está compuesto anatómicamente por órganos internos y órganos externos:

### Órganos internos
- Ovarios: son los órganos productores de gametos femeninos u ovocitos, de tamaño variado según la cavidad, y la edad; a diferencia de los testículos, están situados en la cavidad abdominal.
- El proceso de formación de los óvulos, o gametos femeninos, se llama ovogénesis y se realiza en unas cavidades o folículos cuyas paredes están cubiertas de células que protegen y nutren el óvulo. Cada folículo contiene un solo óvulo, que madura cada 28 días, aproximadamente. La ovogénesis es periódica, a diferencia de la espermatogénesis, que es continua. Los ovarios también producen estrógenos y progesterona, hormonas que regulan el desarrollo de los caracteres sexuales secundarios, como la aparición de vello o el desarrollo de las mamas, y preparan el organismo para un posible embarazo.

- Trompas uterinas: conductos de entre 10 a 13 cm que comunican los ovarios con el útero; en mamíferos en su interior ocurre la fecundación; a medida que el cigoto se divide viaja por las trompas hacia el útero.[6] En raras ocasiones el embrión se puede desarrollar en una de las trompas, produciéndose un embarazo ectópico. El orificio de apertura de la trompa al útero se llama ostium tubárico.
- Útero: órgano hueco y musculoso en el que se desarrollará el feto. La pared interior del útero es el endometrio, el cual presenta cambios cíclicos menstruales relacionados con el efecto de hormonas producidas en el ovario, los estrógenos.
- Vagina: es el canal que comunica los órganos internos con el exterior (físico). Tiene varias funciones:[7]
  - Conducto excretor del líquido menstrual.
  - Conducto pélvico o de parto que da salida al bebé.
  - Recibir el pene durante el coito o relación sexual.
  - Proteger frente a infecciones debido a la flora de su mucosa, formada sobre todo por Lactobacillus acidophilus, encargado de prevenir infecciones manteniendo un pH vaginal ácido (4-4.5) en edad fértil y durante el embarazo (en la menstruación, en la niñez y a partir de la menopausia es neutro).

La irrigación sanguínea de los genitales internos está dada fundamentalmente por la arteria uterina, rama de la arteria hipogástrica y la arteria ovárica, rama de la aorta.
La inervación está dada por fibras simpáticas del plexo celíaco y por fibras parasimpáticas provenientes del nervio pélvico.

### Órganos externos

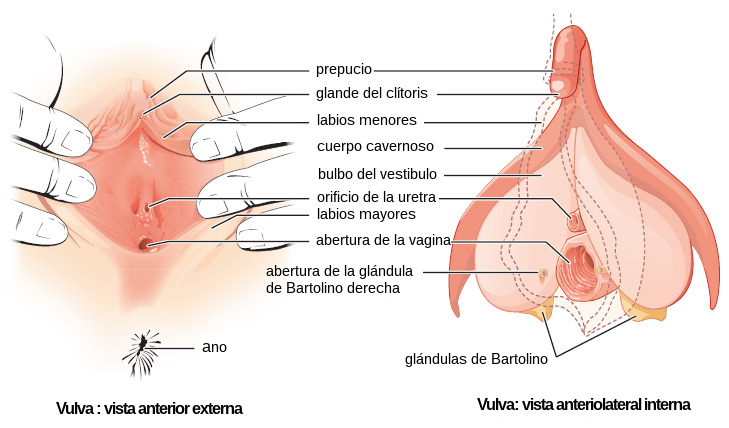
Vulva: vista anterior externa y vista anteriolateral interna.

En conjunto se conocen como vulva y están compuestos por las siguientes partes:
- Clítoris: Órgano eréctil y altamente erógeno de la mujer. Situado en la parte superior de la abertura de la vagina. Se considera homólogo al glande masculino.[1]
- Labios: En número de dos a cada lado, los labios mayores y los labios menores, pliegues de piel salientes, de tamaño variables, constituidas por glándulas sebáceas y sudoríparas e inervados.
- Monte de Venus: Una almohadilla adiposa en la cara anterior de la sínfisis púbica, cubierto de vello púbico y provista de glándulas sebáceas y sudoríparas.
- Vestíbulo vulvar: Un área en forma de almendra perforado por cuatro orificios, el meato de la uretra, el orificio vaginal, las glándulas de Bartolino y las glándulas parauretrales de Skene.

La forma y apariencia de los órganos sexuales externos femeninos varía considerablemente de una mujer a otra.